# Lari Lehtonen
Lari Lehtonen, född 21 juni 1987 i Imatra, är en finländsk före detta längdåkare. Han tävlade vid de olympiska vinterspelen tre gånger.
Lehtonen tävlade i två grenar för Finland vid olympiska vinterspelen 2010 i Vancouver. Han slutade på 33:e plats i skiathlon och på 43:e plats på 50 km längdskidåkning. Vid olympiska vinterspelen 2014 i Sotji tävlade Lehtonen i tre grenar. Han slutade på 23:e plats på 50 km längdskidåkning, 37:e plats i skiathlon samt var en del av Finlands lag som slutade på 6:e plats i stafetten.
Vid olympiska vinterspelen 2018 i Pyeongchang tävlade Lehtonen i tre grenar. Han slutade på 29:e plats på 15 km längdskidåkning, 31:a plats i skiathlon samt var en del av Finlands lag som slutade på 4:e plats i stafetten.